# Manzoni - Museo della Liberazione (métro de Rome)
Pour les articles homonymes, voir Manzoni.
Manzoni - Museo della Liberazione est une station de la ligne A du métro de Rome.

## Situation sur le réseau
Établie en souterrain, la station Manzoni - Museo della Liberazione de la ligne A du métro de Rome, est située entre les stations Vittorio Emanuele en direction de Battistini, et San Giovanni en direction d'Anagnina.

## Histoire
La station Manzoni est mise en service le 19 février 1980, lors de l'ouverture de l'exploitation de la première section, de la ligne A, entre les stations Ottaviano - San Pietro - Musei Vaticani et Cinecittà.
Du mois de janvier 2006 au mois octobre 2007 la station est fermée pour des travaux de restructuration. Lors de la réouverture le nom officiel a été modifié en Manzoni - Museo della Liberazione, pour illustrer le nouveau musée consacré à la Résistance situé à courte distance (Via Tasso) ; toutefois, dans l'usage courant on continue d'appeler la station simplement Manzoni.

## À proximité
On peut rejoindre : la Porta Maggiore, la basilique Sainte-Croix-de-Jérusalem, la basilique Saint-Clément-du-Latran
- l'archibasilique Saint-Jean-de-Latran, la basilique des Quatre-Saints-Couronnés, l'église Santa Bibiana et le Museo storico della Liberazione.